# I Wanna Rock (песня Twisted Sister)
«I Wanna Rock» (рус. Я хочу зажигать, Подай мне Рок!) — песня американской глэм-метал-группы Twisted Sister с альбома Stay Hungry 1984 года.
В видеоклипе учитель (которого играет актёр Марк Меткалф) отчитывает ученика за нарисованную на тетради эмблему «Twisted Sister» и спрашивает его: «Чем ты хочешь заниматься в своей жизни?!», на что получает ответ «I Wanna Rock». Попытки учителя остановить любящих рок учеников и материализовавшихся в школе Twisted Sister обречены на неудачу.
В 2009 году песня заняла 17-е место в списке «100 лучших песен в жанре хард-рок» по версии канала VH1.

## Чарты
| Страна         | Чарт                       | Позиция |
| -------------- | -------------------------- | ------- |
| Канада         | RPM Top Singles            | 44      |
| Новая Зеландия | RIANZ                      | 10      |
| Норвегия       | VG-lista                   | 5       |
| США            | Billboard Hot 100          | 68      |
| США            | Hot Mainstream Rock Tracks | 35      |
| ЮАР            | SA Charts                  | 3       |

## Дополнительные факты
- В 2001 году поп-панк-группа Lit записала кавер-версию «I Wanna Rock» для трибьют-альбома Twisted Forever: A Tribute to the Legendary Twisted Sister[11].
- Композиция звучит в игре Grand Theft Auto: Vice City на радиостанции V-Rock.
- Видеоклип глэм-метал-группы Steel Panther к песне «Death to All But Metal» имеет тот же сюжет и начинается схожим образом.
- В видеоигре "Will Rock" данная песня является заглавной. Она звучит в меню игры и финальных титрах.